# دومينيك بوزنو
دومينيك بوزنو (بالفرنسية: Dominique Busnot)‏؛ (ولد في روان سنة 1647)، هو رجل دين كاثوليكي فرنسي، اشتهر بانتمائه لرهبانية الآباء الثالوثيين، التي كانت مكلفة بتحرير الرهائن و الأسرى المسيحيين لدى الدول الإسلامية. قام بثلاث رحلات إلى المغرب، خلال بداية القرن الثامن عشر، لمفاوضة السلطان مولاي إسماعيل حول تحرير 150 أسيرا فرنسيا و مسيحيا. عند عودته إلى فرنسا، أصدر، سنة 1714، كتاب تاريخ حكم مولاي إسماعيل، ملك المغرب و فاس و تافيلالت و سوس، الذي يسرد تفاصيل مفاوضاته و جوانب من شخصية السلطان، و طريقة تدبيره السياسي، إضافة إلى تفاصيل حول حياة الأسرى و معطيات حول الواقع الاجتماعي المغربي في بداية القرن 18.
ويذكر بوزنو في تفاصيل أحد زياراته للمغرب لفداء الأسرى سنة 1707، أن السفير المغربي عبد الله بن عائشة ، والذي كان معتقلا بسبب خلاف مع ابن السلطان، طلب منه أن يتوسط له في البلاط الإسماعيلي بمكناس.